# Bahnhof Graben-Neudorf
Der Bahnhof Graben-Neudorf befindet sich in der badischen Gemeinde Graben-Neudorf. Besondere Bedeutung im Schienenverkehr kommt ihm zu, da er einen Eisenbahnknotenpunkt bildet. In ihm kreuzen sich die Rheintalbahn zwischen Mannheim und Basel sowie die Bruhrainbahn zwischen Bruchsal und Germersheim.
Außerdem zweigte hier die 1895 eröffnete strategische Bahn ab und die ursprüngliche Bahnstrecke Mannheim–Karlsruhe lebte als 1967 stillgelegte Hardtbahn (Graben-Neudorf – Eggenstein – Karlsruhe) weiter.

## Lage und Ausstattung

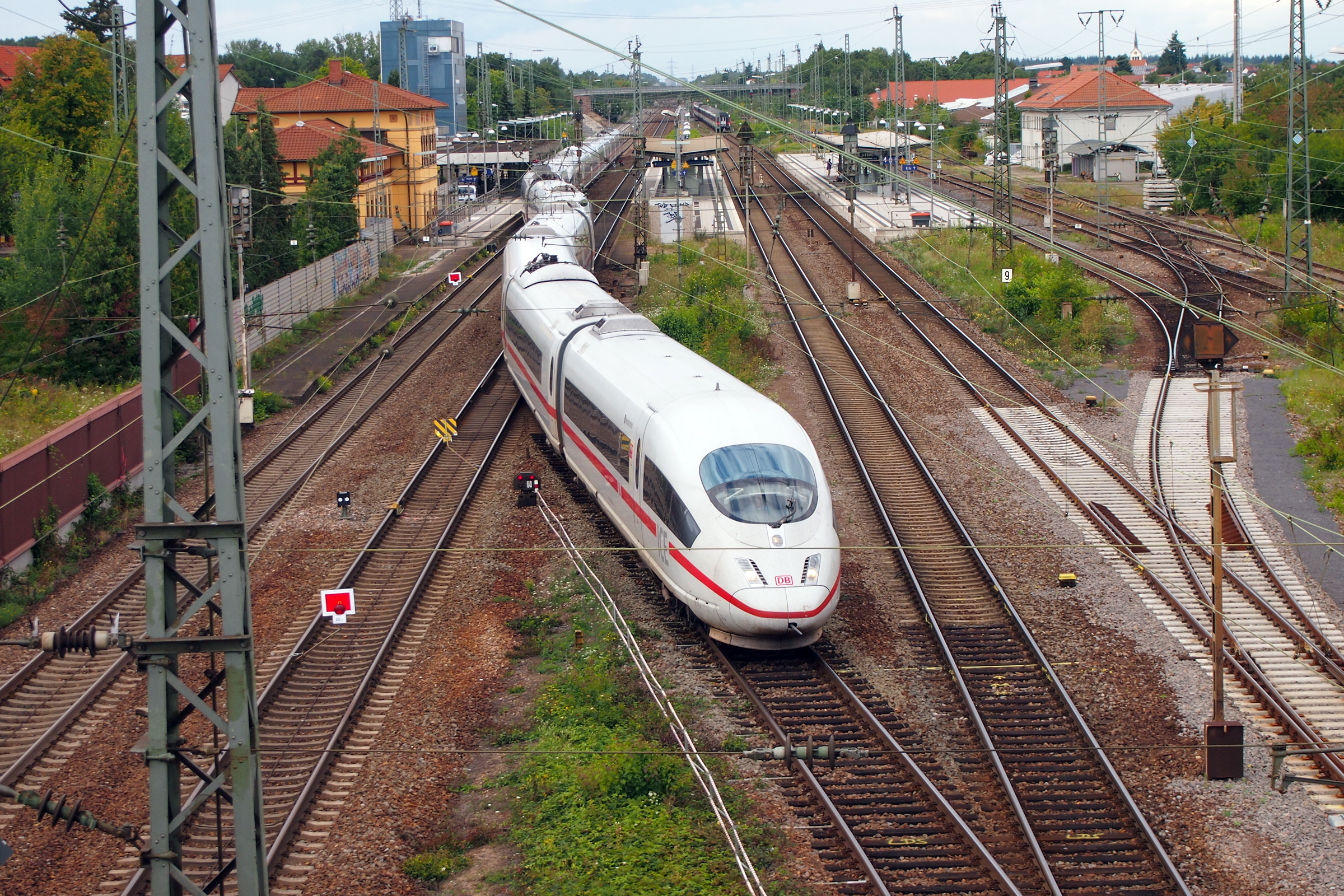
Überblick über den Bahnhof Graben-Neudorf. Links im Bild das alte Bahnhofsgebäude, dahinter das neue Empfangsgebäude und das Stellwerk.

Der Bahnhof Graben-Neudorf liegt zentral zwischen den Ortsteilen Graben und Neudorf der Gemeinde Graben-Neudorf, am südlichen Rand der Gemarkung Neudorf. Der Ortsteil Neudorf ist auf der Ostseite der Bahnlinie durch das Wohn- und Industriegebiet Mitte-Ost mit der zugehörigen Einkaufsmeile an der Heidelberger Straße stark an den Bahnhof herangewachsen. Das heutige Empfangsgebäude des Bahnhofs wurde im Jahr 1980 eingeweiht. Das Relaisstellwerk wurde 1982 in Betrieb genommen. Das Bahnhofsgebäude erfüllt heute außer einem nicht immer geöffneten Wartebereich keine betriebliche Funktion mehr. Ein Teil des Gebäudes ist an ein Sicherheitsunternehmen vermietet. In einem anderen Gebäudeteil wird eine Bäckereifiliale betrieben. Im alten Bahnhofsgebäude befindet sich heute die Gemeindebibliothek.
Der Bahnhof Graben-Neudorf hat fünf dem Personenverkehr zugängliche Gleise an insgesamt drei Bahnsteigen mit einer Bahnsteighöhe von 76 Zentimeter (Standard bei der S-Bahn RheinNeckar), zwei Aufzügen, elektronischen Zugzielanzeigern und automatisierten Ansagen zur Ankündigung der Einfahrten von Personenzügen. Die Linie S 33 der S-Bahn RheinNeckar ging im Dezember 2011 auf der Bruhrainbahn (Germersheim – Bruchsal) in Betrieb und ersetzt hier (bis auf wenige Verbindungen am Morgen) die bisherigen Dieseltriebzüge der Baureihe 628. Zum Erwerb von Fahrkarten des Verbund-, Nah- und Fernverkehrs stehen zwei Fahrkartenautomaten der neuesten Generation mit Touchscreen-Funktion zur Verfügung.
Der Bahnhof ist von der West- und der Ostseite her erreichbar und hat auf beiden Seiten ausreichend Parkplätze und Fahrradabstellplätze. Die Unterführung für Fußgänger und Radfahrer verbindet beide Richtungen, im Westen den Bahnhofsring mit der Heidelberger Straße im Osten.

## Verkehrsanbindung

### Regionalverkehr
Die regelmäßigen Zugleistungen im Regionalverkehr stellt der RE4 dar. Der RE4 (im KVV: R 92) verkehrt zweistündlich nach Frankfurt (Main) und Karlsruhe, wobei die Züge Richtung Karlsruhe erst in Mainz starten. Des Weiteren verkehren Verstärkerzüge der Linie RE9 auf dem Laufweg der S9 (es werden einige Halte ausgelassen), um den Takt zu verdichten.
| Linie | Linienweg | Taktfrequenz        |
| ----- | --- | ------------------- |
| RE 4  | SÜWEX: Karlsruhe Hbf – Graben-Neudorf – Philippsburg (Baden) – Germersheim – Speyer Hbf – Schifferstadt – Ludwigshafen (Rhein) Hbf – Frankenthal Hbf – Worms Hbf (→ Osthofen → Guntersblum → Oppenheim → Nierstein → Mainz Römisches Theater) (ein Zug) – Mainz Hbf – Hochheim (Main) – Frankfurt-Höchst – Frankfurt (Main) Hbf Stand: Fahrplanwechsel Dezember 2021 | 120 min             |
| RE 9  | (Ludwigshafen −) Mannheim – Schwetzingen – Waghäusel – Graben-Neudorf – Karlsruhe | einzelne Züge (HVZ) |

### S-Bahn Rhein-Neckar
Die S9 stellt Verbindungen nach Mannheim und Karlsruhe her. Jeder zweite Zug wird nach Groß-Rohrheim verlängert. Aus Richtung Mannheim endet jeder zweite Zug in Graben-Neudorf. Dadurch entsteht zwischen Mannheim und Graben-Neudorf ein Halbstundentakt. Verstärkerzüge der S9 verkehren als RE9. Graben-Neudorf wird außerdem stündlich von der S33 bedient. Sie verkehrt auf der Bruhrainbahn zwischen Germersheim und Bruchsal. Teilweise wird auch der Takt zu einer annähernden halbstündlichen Bedienung verdichtet.
| Linie | Verlauf | Takt                                                              |
| ----- | --- | ----------------------------------------------------------------- |
| S 9   | Karlsruhe Hbf – Karlsruhe-Hagsfeld – Blankenloch – Friedrichstal (Baden) – Graben-Neudorf – Wiesental – Waghäusel – Neulußheim – Hockenheim – Oftersheim – Schwetzingen – Mannheim-Rheinau – Mannheim-Neckarau – Mannheim Hbf – Mannheim-Handelshafen – Mannheim-Neckarstadt – Mannheim-Luzenberg – Mannheim-Waldhof – Lampertheim – Bürstadt – Bobstadt – Biblis – Groß Rohrheim Stand: Fahrplanwechsel Dezember 2021 | 60 min 30 min (Karlsruhe–Graben zur HVZ) 30 min (Graben–Mannheim) |
| S 33  | Bruchsal – Bruchsal Sportzentrum – Bruchsal Am Mantel – Karlsdorf – Graben-Neudorf – Graben-Neudorf Nord – Huttenheim – Philippsburg (Baden) – Rheinsheim – Germersheim Mitte/Rhein – Germersheim In Germersheim Durchbindung einiger Züge als S 3 in Richtung Schifferstadt–Mannheim–Heidelberg Stand: Fahrplanwechsel Dezember 2021                                                                                  | 60 min                                                            |

### Busverkehr
Seit Dezember 2007 ist der Bahnhof Graben-Neudorf wieder an das Busnetz angeschlossen. Die Buslinien Hochstetten–Neudorf und Graben-Neudorf–Dettenheim bedienen hier die Haltestelle mit dem Namen Graben-Neudorf Bahnhof. Die Bushaltestelle befindet sich gegenüber dem Bahnhofsgebäude an der Straße Bahnhofsring. Die beiden Buslinien werden im Karlsruher Verkehrsverbund (KVV) von der Regionalbusverkehr Südwest GmbH (RVS) als Lizenznehmer und in deren Auftrag teilweise von verschiedenen privaten Busunternehmen aus der Region mit den Liniennummern 124 (Hochstetten–Neudorf) und 198 (Graben-Neudorf–Dettenheim) betrieben. Die 2009/2010 versuchsweise betriebene Buslinie 199 (Graben-Neudorf–Hambrücken) wurde zum Jahresfahrplan 2011 wieder eingestellt.
Zur Bedienung des Bahnhofs biegen die Linienbusse von der Hauptstraße in Graben-Neudorf Mitte auf den Bahnhofsring ab und kehren danach auf die Hauptstraße zurück. Die Bushaltestelle Graben-Neudorf Bahnhof liegt zwischen der Haltestelle Graben-Neudorf Zentrum und Neudorf Amalienstraße. Die Ankunfts- und Abfahrtszeiten der Busse sind nicht auf alle Relationen der Züge der Deutschen Bahn abgestimmt.

## Geschichte

### Eröffnung und Entwicklung zum Knotenpunkt
Mit Eröffnung der Eisenbahnstrecke Mannheim –Schwetzingen – Graben-Neudorf – Eggenstein – Karlsruhe am 4. August 1870 begann die Geschichte des Bahnhofs. Am 23. November 1874 wurde die Bruhrainbahn von Bruchsal über Graben-Neudorf nach Rheinsheim eröffnet, die am 15. Mai 1877 nach Germersheim verlängert wurde.
Im Jahr 1895 wurde die strategische Bahnstrecke Graben-Neudorf – Blankenloch – Karlsruhe – Durmersheim – Rastatt – Haguenau eröffnet, womit die fortan als Hardtbahn bezeichnete Strecke Graben-Neudorf – Eggenstein – Karlsruhe als Nebenbahn ins Abseits geriet.
Auf der Bruhrainbahn verkehrten etwa ab 1890 zunächst Fernzüge der Relation Saarbrücken – Zweibrücken – Biebermühle – Landau – Germersheim – Bruchsal – Bretten – Stuttgart – München, ebenso auf der Rheintalbahn Mannheim Karlsruhe. Nach dem Zweiten Weltkrieg verlor der Fernverkehr der Ost-West-Richtung an Bedeutung und wurde auf der Bruhrainbahn eingestellt.
Obwohl der Bahnhof Knotenpunkt zweier überregionaler Magistralen war, war er nie Halt von Fernzügen.

### 20. Jahrhundert
Im Jahr 1967 wurde der Betrieb auf der Hardtbahn eingestellt und die Strecke zwischen Graben-Neudorf und Leopoldshafen abgebaut. Zwischen 1987 und 1989 wurde die Hardtbahn mit teilweise geänderter Streckenführung durch die Ortskerne bis Hochstetten reaktiviert. Heute betreibt die Albtal-Verkehrs-Gesellschaft (AVG) hier mit hoher Fahrgastakzeptanz die Stadtbahnlinien S1 und S11 des Karlsruher Verkehrsverbundes. Über eine Verlängerung nach Graben-Neudorf auf der alten Bahntrasse wurde nachgedacht, sie erscheint aber nicht realisierbar, zumal Graben-Neudorf über die Rheintalbahn direkt mit Karlsruhe verbunden ist. Langfristig aussichtsreicher erscheint eine Fortführung der Hardtbahn von Hochstetten über Dettenheim nach Philippsburg.
1972 kam es im Bahnhof zu einem gefährlichen Unfall. Ein Fass in Form einer Bleibox, das Plutonium enthielt und per Güterzug zum damaligen Kernforschungszentrum Karlsruhe transportiert werden sollte, kippte um und rollte im Bahnhof Graben-Neudorf auf das Gleis. Von vorbeifahrenden Zügen wurde es in die Luft geschleudert. In Schutzanzügen wurde anschließend nach dem Fass gesucht, nach Stunden wurde es gefunden, zum Glück ohne Austritt von Plutonium.
Am 30. und 31. Mai 1987 fand anlässlich der Eröffnung des Neubaustrecken-Abschnitts zwischen Mannheim und Graben-Neudorf ein großes Bahnhofsfest statt.
Der Bahnhof war bis Ende 2014 in die Bahnhofskategorie (jetzt: Preisklasse) 4 eingeordnet, seit 2015 in die Kategorie/Preisklasse 3.

### Ausblick
Im dritten Gutachterentwurf des Deutschlandtakts ist eine „Ertüchtigung Graben-Neudorf“ für den Schienengüterverkehr unterstellt. In Verbindung mit einem zweigleisigen Ausbau bis Germersheim sind, zum Preisstand von 2015, Investitionen von 324 Millionen Euro vorgesehen.

## Bahnhofsname
In der Umgangs- und Eisenbahnersprache wird der Bahnhof Graben-Neudorf  häufig nur mit „Graben“ bezeichnet. In Karlsruhe Hbf wird in den Abfahrtplänen das Kürzel „Graben-N.“ verwendet, wie bei anderen Bahnhofsnamen mit Bindestrich (z. B. „Kassel-W.“, „Wiesloch-W.“, „Bietigheim-B.“) ist dies dort mit Platzmangel begründet.

## Weitere Stationen in Graben-Neudorf
Außer dem Bahnhof Graben-Neudorf gibt es in der Gemeinde auch den Haltepunkt Graben-Neudorf Nord. Dieser liegt an der Bahnstrecke Germersheim–Bruchsal (Bruhrainbahn) bei deren Streckenkilometer 10,7 im Nordwesten des Ortsteils Neudorf an der Molzaustraße. Er wurde im Mai 1994 zusammen mit dem Start des Karlsruher Verkehrsverbundes und des Rheinland-Pfalz-Taktes in Betrieb genommen. Heute hält hier ausschließlich die Linie S33 der S-Bahn RheinNeckar.